# Projekt Florida
Projekt Florida (eng. The Florida Project) je američka drama iz 2017. godine čiji je redatelj Sean Baker, a koju su napisali Baker i Chris Bergoch. U filmu su glavne uloge ostvarili Willem Dafoe, Brooklynn Prince, Bria Vinaite, Valeria Cotto, Christopher Rivera i Caleb Landry Jones. Radnja filma prati šestogodišnju djevojčicu koja živi u motelu u Orlandu (država Florida) sa svojom buntovnički nastrojenom majkom koje zajednički pokušavaju preživjeti svakodnevicu. Naslov filma odnosi se na prvotni naziv rezorta Walt Disney koji se nalazi u neposrednoj blizini mjesta gdje se odvija radnja filma.
Film Projekt Florida svoju je svjetsku premijeru imao na filmskom festivalu u Cannesu 2017. godine, a u službenu kino distribuciju u SAD-u je krenuo 6. listopada iste godine u distribuciji kompanije A24. U hrvatskim kinima film se započeo prikazivati 25. siječnja 2018. godine. Pobrao je hvalospjeve kritičara diljem svijeta od kojih su posebno hvaljeni Bakerova režija i Dafoeova uloga, a sam film Nacionalno udruženje filmskih kritičara i Američki filmski institut proglasili su jednim od deset najboljih uradaka godine. Dafoe je za portret menadžera motela u kojem glavne glumice odsjedaju dobio nominacije u kategoriji najboljeg sporednog glumca za Zlatni globus i BAFTA-u.

## Radnja
Tijekom ljetnih praznika, šestogodišnja Moonee živi sa svojom mladom majkom Halley u "Magičnom dvorcu", motelu u Kissimmeeju (država Florida). Većinu dana provodi slobodna od bilo kakvog nadzora skupa sa svojim prijateljima Scootyjem i Dickyjem s kojima se upušta u razne nestašluke. Uskoro pozivaju i Jancey, novo dijete koje živi u motelu "Futureland" preko puta ceste, da im se pridruži u igranju. Nakon jednog od njihovih incidenata, Dickeyjev otac zabranjuje svom sinu da se nastavi družiti s njima, a njegova kompletna obitelj uskoro se seli u New Orleans.
Halley ne može pronaći posao pa na razne načine pokušava zaraditi novac, uključujući i preprodaju parfema turistima na parkiralištima raznih hotela. Također nagovara i Scootyjevu majku Ashley da za njih krade hranu iz zalogajnice u kojoj radi. Isto tako lokalna crkva redovito donosi hranu za mnoge siromašne stanovnike motela. Menadžer motela Booby nevoljko, ali redovito igra određenu ulogu roditelja i za Halley i za Moonee (a ponekad i za ostale stanovnike motela).
Jednog dana istražujući napušteni turistički motel, Moonee, Scooty i Jancey slučajno zapale jednu od kuća. Ashley shvaća što se dogodilo i za sve okrivljuje Moonee te prekida sve kontakte između dvije obitelji.
Halley je uskoro prisiljena upustiti se u prostituciju, stavljajući Moonee u kadu za kupanje i zaključavajući kupaonicu svaki puta kada dolazi nova mušterija. Bobby sve to primjećuje te zabranjuje dolazak neregistriranih gostiju u motelske sobe. Nakon što ukrade i proda set vrijednih propusnica za Disneyjev rezort od klijenta, on se vraća do motela i zahtijeva ih natrag. Bobby se upliće u cijelu priču i spasi Halley, ali ju upozorava da će ju izbaciti iz motela ako se nastavi prostituirati.
Halley dolazi do Ashley u pokušaju da se pomire i zatraži od nje da joj posudi novac. U okršaju koji slijedi, Halley istuče Ashley dok cijelu situaciju promatra mali Scooty. Sljedećeg dana, Udruga za zaštitu djece i maloljetnika dolazi u motel razgovarati s Halley. Ona očisti svoju motelsku sobu i jednoj od stanovnica motela daje marihuanu koju redovito konzumira kako bi ostavila utisak brižne majke. Odvodi Moonee u restoran jednog od obližnjih luksuznih hotela, a cijeli račun stavlja na sobu jednog od gostiju kojeg i ne poznaje. Prilikom povratka u motel ispred njihove sobe čeka ih policija skupa s članovima Udruge za zaštitu djece i maloljetnika te obavještavaju malu Moonee da će ju nakratko morati odvesti na posvajanje. Moonee je isprva zbunjena, ali nakon što shvati što se događa i da će biti odvojena od majke, ona skupa s Jancey odluči pobjeći. Njih dvije, držeći se za ruke, utrčavaju u rezort Walt Disney, uputivši se prema dvorcu Pepeljuge u njezinom magičnom kraljevstvu.

## Glumačka postava
- Brooklynn Prince kao Moonee, kćerka od Halley
- Bria Vinaite kao Halley, majka od Moonee
- Willem Dafoe kao Bobby Hicks, menadžer motela "Magični dvorac" i otac Jacka Hicksa
- Valeria Cotto kao Jancey, Glorijina unuka i najbolja prijateljica od Moonee
- Mela Murder kao Ashley, majka od Scootyja i prijateljica od Halley
- Christopher Rivera kao Scooty, sin od Ashley i najbolji prijatelj od Moonee
- Sandy Kane kao Gloria, baka od Jancey
- Aiden Malik kao Dicky, prijatelj Moonee i Scootyja
- Caleb Landry Jones kao Jack Hicks, Bobbyjev sin
- Macon Blair kao turist

## Produkcija
Film Projekt Florida snimljen je na 35-milimetarskoj filmskoj vrpci. Redatelj Baker je izjavio da je posljednju scenu koja se odvija u magičnom kraljevstvu u rezortu Walt Disney snimio "iznimno tajno", uz korištenje iPhonea 6S Plus bez znanja nadležnih koji vode rezort i bez njihovog odobrenja. Kako bi se očuvala tajnovitost, snimanje u rezortu obavljeno je uz prisutnost minimalnog broja filmske ekipe koja je uključivala Bakera, Bergocha, glavnog fotografa Alexisa Zabea, trenericu za glumu Samanthu Quan, glumice Cotto i Prince te njihove zaštitare. Baker je kraj filma želio ostaviti otvorenim za različitu interpretaciju publike uz objašnjenje: "Tijekom filma vidjeli smo kako Moonnee koristi vlastitu maštu kako bi svoju tešku situaciju učinila što boljom - ona ne može ići u kraljevstvo životinja pa odlazi na 'safari' iza motela i gleda krave; ona ne može otići u 'kuću strave' pa odlazi u napuštene stanove u blizini motela u kojem živi. Na kraju, dok se odvija neizbježna drama, pokušavam reći publici: 'Ako želite sretan završetak, morate se spustiti na razinu djeteta, jer u ovom svijetu to je jedini način kako do njega doći'".
U rujnu 2016. godine službeno je objavljeno da je završila dodjela uloga te da će Caleb Landry Jones, Brooklyn Prince i Bria Vinaite skupa s Willemom Dafoeom postati dijelom glumačke postave filma.

## Kino distribucija
Film Projekt Florida svoju je svjetsku premijeru imao na filmskom festivalu u Cannesu dana 22. svibnja 2017. godine. Nedugo potom kompanija A24 otkupila je prava na distribuciju filma u SAD-u te je film u ograničenu kino distribuciju krenuo 6. listopada 2017. godine.

### Kritike
Na popularnoj internetskoj stranici koja se bavi prikupljanjem filmskih kritika, Rotten Tomatoes, film ima 95% pozitivnih ocjena temeljenih na 202 zaprimljena teksta uz prosječnu ocjenu 8.7/10. Zajedničko mišljenje kritičara te stranice glasi: "Projekt Florida nudi nam višeslojni suosjećajni pogled na dio populacije o kojoj se ne priča puno, a koji postavlja izuzetno značajna pitanja u vezi moderne Amerike". Na drugoj internetskoj stranici koja se također bavi prikupljanjem filmskih kritika, Metacritic, film ima prosječnu ocjenu 92/100 temeljenu na 44 zaprimljena teksta.
Ann Hornaday iz Washington Posta u svojoj je kritici istaknula: "Dafoe se nalazi u jednoj od svojih najboljih uloga kao lik koji daje tračak nade i brižnosti u svijetu u kojem takve stvari iznimno manjkaju". Richard Roeper iz Chicago Sun-Timesa je u svojoj kritici napisao: "To je film koji će vas natjerati da se trgnete, ali kojeg nećete htjeti pogledati ponovno; ipak nakon što ga prvi put pogledate, iskusit ćete nešto što nećete tako skoro zaboraviti". Međutim, Cassie da Costa iz časopisa Film Comment kritizirala je film: "Baker se grubo poigrava s likovima na rubu društva zbog toga što premda može zamisliti njihovu svakodnevnu stvarnost, on nije u stanju shvatiti njihove unutarnje živote".

## Vanjske poveznice
- Projekt Florida u internetskoj bazi filmova IMDb-a